# Cabaret Voltaire (dada)

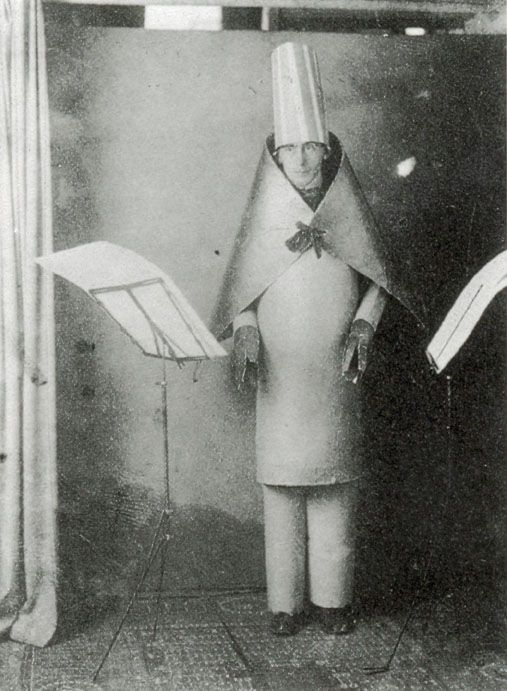
Hugo Ball, optreden in Café Voltaire (1916)

Cabaret Voltaire was een avant-gardistisch theater, dat op 5 februari 1916 op initiatief van Hugo Ball en zijn minnares Emmy Hennings opgericht werd in een café op Spiegelgasse 1 in Zürich. De oprichting van Cabaret Voltaire geldt als beginpunt van het dadaïsme.
Het doel van Cabaret Voltaire was, volgens een aankondiging van 2 februari 1916, het opzetten van een centrum voor kunstzinnig amusement en bezoekende artiesten dagelijks de mogelijkheid bieden er muziek te spelen of gedichten voor te dragen. De optredenden van Cabaret Voltaire brachten eerst nog traditioneel werk zoals chansons en gedichten. Toen op 14 maart een Franse soiree werd georganiseerd werd ook een stuk uit Ubu Roi van Alfred Jarry voorgelezen. Dit vormde het begin van meer experimenteel werk. Toen men uiteindelijk besloot een tijdschrift op te richten met de naam Dada was het dadaïsme geboren, een beweging of antikunststroming genoemd naar een gelijknamig café.
Het theater werd genoemd naar de 18e-eeuwse Franse filosoof Voltaire, die in zijn boek Candide kritiek leverde op de belachelijkheden van zijn tijd. Het cabaret werd opgericht ter bespotting van de gangbare 'idealen van de cultuur en van de kunst' en was de zogenaamde 'Candide van onze tijd', aldus Hugo Ball in zijn dagboek Die Flucht aus der Zeit.
Nadien werden er bizarre voordrachten en eigenaardige shows opgevoerd. Men was dol op onzin en het irrationele en veel leden van de groep (onder wie Marcel Duchamp, Jean Arp en de dichter Tristan Tzara) werden later prominente surrealisten.